# N653 (België)
De N653 is een gewestweg in de Belgische provincie Luik. De weg verbindt de N627 ten noordoosten van Moelingen bij de Nederlandse grens met de N642 bij Wandre/Jupille-sur-Meuse. Aan de ander kant van de grens ligt de rijksweg door Withuis. De route heeft een lengte van ongeveer 14,5 kilometer.
De N653 heeft in Visé een vreemd verloop door viaducten en de N653a. De weg loopt vrijwel parallel aan de snelweg A25 en spoorlijn 40 Luik - Maastricht.

## Plaatsen langs de N653
- Moelingen
- Wezet
- Richelle
- Cheratte
- Wandre
- Jupille-sur-Meuse

## N653a
De N653a is een gewestweg in de Belgische provincie Luik. De weg ligt in Wezet (Frans: Visé) en verbindt de N653, N608 en de N618 in het centrum van Wezet met de N608. De lengte is ongeveer 500 meter.
De wegsituatie in Wezet is wat rommelig en de N653a wordt niet als zodanig op de borden aangeduid.

## N653b
De N653b is een aftakking van de N653 bij Wezet. De weg heeft een lengte van ongeveer 1,5 kilometer en verloopt via de Rue d'Artagnan naar de A25 E25 en N602 toe.